# Adrian Schenker
Adrian Schenker OP (* 17. Juli 1939 in Zürich) ist ein römisch-katholischer Theologe.

## Leben
1958 trat er in den Orden der Dominikaner ein. Nach dem Studium der Theologie an der Universität Freiburg im Üechtland, das er 1965 mit dem Lizenziat abschloss, setzte er seine Ausbildung in Bibelwissenschaften in Rom (lic. bibl. 1966) und Jerusalem (École biblique et archéologique française de Jérusalem 1966–1967) fort. 1972 promovierte ihn die Universität Freiburg. Er lehrte seit 1967 an der Universität Freiburg, ab 1973 als Privatdozent und seit 1982 als Professor. Von 1983 bis 1988 war er außerdem Vizerektor. 1997 lehrte er als Gastprofessor am Pontificio Istituto Biblico in Rom.

## Publikationen (Auswahl)
- Biblia Hebraica. 17. Proverbs. Stuttgart, 2008, ISBN 978-3-438-05277-3.
- Knecht und Lamm Gottes (Jesaja 53), Übernahme von Schuld im Horizont der Gottesknechtslieder. Verlag Katholisches Bibelwerk,  Stuttgart, 2001, ISBN 3-460-04901-4.
- Gegrüsst seist Du, Maria, Sinn und Reichtum d. Gebetes zur Mutter Gottes. Kanisius-Verlag, Freiburg, 1986, ISBN 3-85764-221-1.
- gemeinsam mit Vincent Rosset: Studien zu Opfer und Kult im Alten Testament mit einer „Bibliographie 1969–1991 zum Opfer in der Bibel“. Mohr, Tübingen, 1992, ISBN 3-16-145967-9.
- Das Abendmahl Jesu als Brennpunkt des Alten Testaments, Begegnung zwischen den beiden Testamenten – eine bibeltheologische Skizze. Verlag Schweizerisches Katholisches Bibelwerk, Freiburg/Ue., 1977, ISBN 3-7203-0013-7.